# Magica Gilly
Giliana Flore, dite Magica Gilly, née le 16 avril 1996 à Forbach, est une illusionniste italienne porteuse de trisomie 21. Elle participe à des émissions de télévision et à des festivals de magie en Europe. Elle a publié plusieurs ouvrages et a reçu des distinctions pour son talent artistique et son engagement en faveur de l’inclusion.

## Biographie
Giliana Flore est née à Forbach en 1996, de parents italiens résidant temporairement en France pour des raisons professionnelles. Peu après sa naissance, la famille retourne vivre en Italie.
Dès son plus jeune âge, elle est immergée dans l’univers de la magie grâce à son père Gabriel, illusionniste professionnel et fondateur du Festival international de magie de Saint-Marin. Elle l’accompagne régulièrement à ses spectacles et congrès. Lors d’une édition du festival, elle exprime le souhait de monter sur scène avec les artistes. Son père lui explique qu’il faut être artiste pour cela. Elle accepte alors de relever le défi.
Elle commence à s’entraîner, construisant un numéro visuel avec foulards, fleurs et colombes, et conçoit un personnage d’illusionniste chinoise en hommage à des figures classiques comme Okito ou Chun Chin Fu. Son style allie expression corporelle, esthétique orientale et effets visuels colorés, s’adressant principalement au jeune public. Ce style scénique a été reconnu pour son originalité et sa capacité à transmettre des émotions sans langage verbal, notamment auprès du jeune public.
Elle se produit pour la première fois en plein air dans sa ville de résidence, puis participe en mars 2011 au Festival international de magie de Saint-Marin où elle présente régulièrement son numéro chinois classique. Remarquée, elle est invitée à Rome puis dans divers festivals italiens.
En 2012, elle participe au Championnat de France de Magie à Aix-en-Provence, où elle reçoit le Prix spécial du jury.
Sa carrière se développe à l’international, notamment en Espagne. Depuis 2019, elle maintient une présence en ligne en publiant chaque lundi une courte vidéo magique sur TikTok, YouTube et Instagram. Elle se produit notamment aux festivals Magialdia et Extremagia.
Son second numéro, de style plus moderne, intègre une routine d’anneaux chinois et un changement de costume final, renouvelant sa présence scénique en Italie et à l’international.
Elle est décrite comme une figure montante de la magie européenne, à la fois pour la qualité de ses effets visuels et pour sa portée symbolique. L’article souligne sa capacité à transmettre un message d’inclusion à travers la magie, tout en maîtrisant les codes usuels de la scène professionnelle, à la fois pour la qualité de ses effets visuels et pour sa portée symbolique.
Elle a reçu plusieurs distinctions, dont le Prix à la carrière (Italie) et le Prix Femme Fair Play décerné par le European Fair Play Movement (EFPM) en 2024.

## Participations télévisées
Magica Gilly a fait l’objet de plusieurs reportages télévisés, notamment en Italie. Le 31 mars 2025, elle est invitée dans l’émission Uno Mattina sur Rai 1, puis apparaît dans Studio Aperto Mag sur Italia 1, le 26 mars. Le 22 mars, elle est également présente dans Sabato in Diretta, toujours sur Rai 1, et figure dans un reportage sur TGCOM24 le 11 mars.
En 2024, sa participation au festival Extremagia en Espagne donne lieu à une couverture par la chaîne régionale Canal Extremadura.
Elle apparaît aussi dans plusieurs programmes sur RTV Saint-Marin entre 2019 et 2020, notamment un reportage intitulé 10 ans de Magica Gilly, un documentaire dans la série Passioni, et une interview dans l’émission Khorakhané. Elle est également évoquée par la chaîne Tele 2000 (Urbino) dans un reportage diffusé en 2020.

## Festivals et performances internationales
En juin 2024, Magica Gilly participe au festival Extremagia à Don Benito, en Espagne, l’un des événements majeurs de magie en Europe. L’année précédente, elle est présente au Festival international de magie de Saint-Marin.
En 2019, sa carrière internationale se développe notamment en Espagne. Elle se produit au festival Medimagic à Mediona en mai, une édition dont rend également compte le quotidien El País. Elle participe ensuite au Festival Grandes Ilusiones à Murcie en février, puis ouvre l’année au Festival de magie de Leganés, près de Madrid.
Ses prestations sont généralement construites autour de numéros visuels et symboliques, mêlant accessoires classiques et scénographie contemporaine.

## Œuvres publiées
- 50 tours de magie pour vrais illusionnistes (février 2021), préface de Mago Forest ; les droits d’auteur ont été reversés à l’ASDEI (Saint-Marin).
- Magica Gilly – La véritable histoire (janvier 2024), dont une partie des bénéfices a été reversée au Centro 21 de Riccione.

## Distinctions
Enfin, en 2012, elle se voit attribuer le prix spécial du jury au Championnat de France de magie d’Aix-en-Provence, comme mentionné dans La Revue de la Prestidigitation, n° 592 (novembre-décembre 2012).
Elle reçoit en 2018 un prix pour l’ensemble de sa carrière lors du Congrès magique international du Centre de l’Italie, à Tagliacozzo.
En 2022, elle est honorée du prix « A la Il·lusion » lors du 12e Festival de magie de Bràfim en Catalogne.
En 2023, elle est distinguée lors des Puglia Magic Awards à Gallipoli, aux côtés de son père Gabriel.
En 2024, Magica Gilly reçoit le Prix Fair Play décerné par le European Fair Play Movement (EFPM), lors de la 7e Journée mondiale du Fair Play organisée à Saint-Marin. Ce prix lui est attribué pour son engagement artistique et social.